# José Balsamini
José Balsamini fue presidente del Club Atlético Huracán. No existen datos oficiales que expliquen el corto mandato de Balsamini, dado que ejerció la presidencia desde el 25 de mayo hasta el 28 de junio de 1911, tan solo 33 días.

## Presidencia
| Predecesor: José Laguna | Presidente del Club Atlético Huracán 1911 | Sucesor: Juan Jaques |